# Challenger de Burdeos 2024
El torneo BNP Paribas Primrose Bordeaux 2024 fue un torneo de tenis perteneció al ATP Challenger Tour 2024 en la categoría Challenger 175. Se trató de la 15ª edición; el torneo tuvo lugar en la ciudad de Burdeos (Francia), desde el 14 hasta el 19 de mayo de 2024 sobre pista de tierra batida al aire libre.

## Jugadores participantes del cuadro de individuales
| Preclasificado | País                      | Jugador              | Rank1 | Posición en el torneo |
| 1              | Bandera de Francia        | Arthur Fils          | 34    | CAMPEÓN               |
| 2              | Bandera de España         | Pedro Martínez       | 51    | FINAL                 |
| 3              | Bandera de Kazajistán     | Alexander Shevchenko | 60    | Segunda ronda         |
| 4              | Bandera de España         | Roberto Carballés    | 62    | Segunda ronda         |
| 5              | Bandera del Reino Unido   | Daniel Evans         | 67    | Cuartos de final      |
| 6              | Bandera de Estados Unidos | Mackenzie McDonald   | 76    | Primera ronda         |
| 7              | Bandera del Reino Unido   | Andy Murray          | 77    | Segunda ronda         |
| 8              | Bandera de Australia      | Rinky Hijikata       | 79    | Primera ronda         |

- 1 Se ha tomado en cuenta el ranking del 6 de mayo de 2024.

### Otros participantes
Los siguientes jugadores recibieron una invitación (wild card), por lo tanto ingresan directamente al cuadro principal (WC):
- Hugo Grenier
- Giovanni Mpetshi Perricard
- Andy Murray

Los siguientes jugadores ingresan al cuadro principal tras disputar el cuadro clasificatorio (Q):
- Quentin Halys
- Kyrian Jacquet
- Matteo Martineau
- Bernabé Zapata

## Campeones

### Individual Masculino
- Arthur Fils derrotó en la final a  Pedro Martínez por 6–2, 6–3

### Dobles Masculino
- Julian Cash /  Robert Galloway derrotaron en la final a  Quentin Halys /  Nicolas Mahut por 6–3, 7–6(2)